# Aviostivalius klossi
Aviostivalius klossi är en loppart som först beskrevs av Jordan et Rothschild 1922.  Aviostivalius klossi ingår i släktet Aviostivalius och familjen Stivaliidae.

## Underarter
Arten delas in i följande underarter:
- A. k. klossi
- A. k. bispiniformis